# 이승훈 (1955년)
이승훈(李承勳, 1955년 1월 10일 ~ )은 대한민국의 정치인이다. 제28대 청주시장을 역임했다.

## 학력
- 1967년 서울안암국민학교 졸업
- 1970년 서울중학교 졸업
- 1973년 서울고등학교 졸업
- 1978년 서울대학교 인류학 학사
- 1980년 서울대학교 행정대학원 행정학 (석사과정 수료)
- 1987년 메릴랜드 대학교 대학원 공공정책학 석사
- 2013년 충북대학교 행정대학원 행정학 (박사과정 수료)

## 경력
- 제21회 행정고등고시 합격
- 하버드 대학교 국제개발센터 객원연구원
- 2000 ~ 2005 산업자원부 감사관, 공보관, 국제협력투자심의관
- 2005 ~ 2006 제22대 중소기업청 차장
- 2006 ~ 2007 산업자원부 무역투자정책본부 본부장
- 2007 ~ 2008 대통령비서실 산업정책비서관
- 2008 ~ 2010 충청북도 정무부지사
- 2012 ~ 2014 새누리당
- 2014.07 ~ 2017.11 제28대 충청북도 청주시장
- 2015 ~ 2019 자유한국당
- 2020 미래통합당
- 2020 ~ 국민의힘

## 논란

### 정치자금법 위반
지방 선거 당시 선거용역비를 3억 1000만원으로 확정해 정산한 뒤 선거비용 회계보고에서 1억 800만원으로 축소 허위 신고한 혐의(정치자금법 위반), 정치자금 2100여만원에 대한 증빙서류를 내지 않음 혐의(정치자금법 위반), 선거 홍보 용역업자에게 선거용역비 7460만원을 면제받는 방법으로 불법 정치자금을 수수한 혐의(정치자금법 위반)로 기소되어 2016년 11월 21일 청주지법에서 열린 1심에서 회계보고 축소 허위 신고 혐의에 벌금 400만원, 증빙서류 미제출 혐의에 벌금 100만원, 불법 정치자금 수수 혐의에 무죄가 선고되었다. 2017년 4월 20일 대전고법에서 열린 항소심에서는 원심을 파기하고 회계보고 축소 허위 신고 혐의에 대해 무죄, 증빙자료 미제출 혐의에 대해 원심 유지, 불법 정치자금 수수 혐의를 유죄로 판단하여 징역 8월, 집행유예 2년, 추징금 7460만원이 선고되었다. 2017년 11월 9일 상고가 기각되면서 당선 무효형이 확정되었다.

## 역대 선거 결과
|  | 43.20% |

|  | 50.74% |

## 가족 관계
- 아버지 : 이방호 (1928년 ~ 2020년 6월 16일) - 한국 전쟁 참전 복무.
- 배우자 : 천혜숙
- 남동생 : 이승용
- 여동생 : 이경아